# Synagoga w Białej (Bielsko-Biała)
Synagoga w Białej – synagoga, która znajdowała się w Białej Krakowskiej (od 1951 roku Bielsko-Biała), w dzielnicy Lipnik, przy skrzyżowaniu dzisiejszych ulic: Krakowskiej i Kazimierza Wielkiego. Zniszczona podczas II wojny światowej.

## Historia
Została zbudowana w 1889 r. według projektu Karola Korna. 22 września tego samego roku w obecności władz lokalnych i duchowieństwa nastąpiło jej otwarcie. Uroczyste przemówienie wygłosił rabin Nathan Glaser.
Podczas II wojny światowej, 14 września 1939 r. świątynia została spalona, a jej zgliszcza następnie wyburzone.

## Architektura
Murowany budynek wzniesiono na planie prostokąta w stylu neoromańsko-mauretańskim. Na fasadzie synagogi znajdowała się wysoka arkada z portalem wejściowym i rozetą oraz neoromański ryzalit z galeryjką arkadową. Półokrągłe zakończone okna budynku, znajdujące się zarówno na fasadzie i elewacjach bocznych, posiadały mauretańskie łuki nadokienne. Wewnątrz, we wschodniej części znajdowała się trójnawowa główna sala modlitewna nakryta stropem kasetonowym, którą z trzech stron otaczały galerie dla kobiet wspartych na rzędzie filarów. Wchodziło się na nie przez osobne klatki schodowe. Salę główną poprzedzał przedsionek, nad którym wznosiła się kopuła na wysokim bębnie. Do ściany wschodniej dostawiona była apsyda, w której mieścił się Aron ha-kodesz.